# 佐々木正 (日本原燃)
佐々木 正（ささき まさし、1935年〈昭和10年〉8月24日 - 2022年〈令和4年〉3月11日）は、日本の実業家。日本原燃株式会社代表取締役社長を務めた。

## 人物・経歴
山梨県出身。1959年（昭和34年）、東北大学法学部卒業、東京電力入社。1987年（昭和62年）東京電力原子力業務部長兼電気事業連合会事務局派遣。1991年（平成3年）東京電力千葉支店長。1993年（平成5年）東京電力理事千葉支店長。1994年（平成6年）日本原燃常務取締役人事部長事務取扱。1996年（平成8年）日本原燃専務取締役。1999年（平成11年）日本原燃代表取締役副社長。2001年（平成13年）1月から日本原燃代表取締役社長を務め、再処理工場の再開などにあたった。
2004年（平成16年）6月30日、日本原燃社長を退任し相談役に就任。
2022年（令和4年）3月11日、死去。86歳没。